# Bezirksgericht (DDR)
Das Bezirksgericht war in der DDR und für eine Übergangszeit auch in den neuen Bundesländern ein Gericht der ordentlichen Gerichtsbarkeit der zweiten Instanz.

## Allgemeines
1952 wurden in der DDR die Länder abgeschafft und ein Zentralstaat eingerichtet. Auch die Gerichtsorganisation folgte der Verwaltungsstruktur: Dem Obersten Gericht der DDR waren Bezirksgerichte nachgeordnet. Für die 14 Bezirke der DDR wurde ein Bezirksgericht eingerichtet. Den Bezirksgerichten waren wiederum Kreisgerichte in den Kreisen nachgeordnet. Daneben gab es von 1953 bis 1963 eigene Bezirks- und Kreisarbeitsgerichte.
Die Bezirksgerichte dienten als zweite Instanz für Rechtsmittel gegen Urteile und andere Entscheidungen der Kreisgerichte sowie als erste Instanz für Strafsachen mit hoher Strafandrohung. Das Bezirksgericht Leipzig war in erster Instanz für Rechtsstreitigkeiten auf den Gebieten des Patent-, Muster-, Kennzeichen- und Urheberrechts ausschließlich zuständig (vorrangig auch gegenüber dem Staatlichen Vertragsgericht).
Die Bezirksgerichte waren Nachfolger der bisherigen Landgerichte. Nach der Wiederherstellung der Deutschen Einheit wurde die bundeseinheitliche Gerichtsverfassung nach dem Gerichtsverfassungsgesetz auch in den neuen Bundesländern errichtet. Die Bezirksgerichte wurden wieder in Landgerichte umgewandelt. Dies erfolgte nach jeweiligem Landesrecht:
- in Mecklenburg-Vorpommern mit dem Gerichtsorganisationsgesetz vom 10. Juni 1992[4] zum 1. Juli 1992
- in Sachsen-Anhalt mit dem Ausführungsgesetz des Landes Sachsen-Anhalt zum Gerichtsverfassungsgesetz vom 24. August 1992[5] zum 1. September 1992
- in Sachsen mit dem Sächsischen Gerichtsorganisationsgesetz vom 30. Juni 1992[6] zum 1. Januar 1993
- in Thüringen mit dem Thüringer Gesetz zur Überleitung der ordentlichen Gerichtsbarkeit vom 16. August 1993[7] zum 1. September 1993
- in Brandenburg mit dem Gesetz zur Neuordnung der ordentlichen Gerichtsbarkeit und zur Ausführung des Gerichtsverfassungsgesetzes im Land Brandenburg vom 14. Juni 1993[8] zum 1. Dezember 1993

1989 waren bei den Bezirksgerichten 324 Richter tätig, bei den Staatsanwälten der Bezirke 336 Staatsanwälte. Ein Bezirksgerichtsdirektor erhielt Mitte der 1980er-Jahre zwischen 2100 und 2500 Mark Gehalt und 300 Mark Dienstaufwandsentschädigung.

## Registerzeichen
Die Aktenführung richtete sich nach der Aktenordnung für die Kreis- und Bezirksgerichte vom 3. Mai 1957, später nach der Verfahrensaktenordnung (ѴАО) vom 14. November 1975 bzw. vom 29. November 1982.
1. Stelle: Gericht
B = Bezirksgericht
2. Stelle: Rechtsgebiet
Z = Zivilrechtssachen (bis 1975: C)
F = Familienrechtssachen
A = Arbeitsrechtssachen
S = Strafsachen
D = Verwaltungsrechtssachen (1989/90)
3. Stelle: Verfahrensart
B = Berufung/Protest
R = Beschwerde
K = Kassation (ab 1963; bis 1975: Kass.)
Ausnahme: P = Patentsachen usw. erster Instanz (BG Leipzig)
Beispiele: BSK (Kassation in Strafsachen), BZP (Patentsachen)

## Sonderfall Ost-Berlin
Ost-Berlin war aufgrund des Vier-Mächte-Status nicht Teil der DDR. Dort wurde in Anlehnung an die DDR-Gerichtsstruktur durch die Verordnung über die Verfassung der Gerichte von Groß-Berlin vom 21. November 1952 durch den Ost-Berliner Magistrat festgelegt, dass die Rechtsprechung durch Stadtbezirksgerichte, das Stadtgericht und (bis 1959/61) das Kammergericht (Ost) ausgeübt wird. Das Stadtgericht hieß bis 1977 „Stadtgericht von Groß-Berlin“, dann „Stadtgericht Berlin, Hauptstadt der DDR“.

## Liste der Bezirksgerichte
1. Bezirksgericht Cottbus – Gerichtsstraße 3–4
2. Bezirksgericht Dresden – Lothringer Straße 1
3. Bezirksgericht Erfurt – Domplatz 37
4. Bezirksgericht Frankfurt (Oder) – Bachgasse 10a
5. Bezirksgericht Gera – Rudolf-Diener-Straße 2
6. Bezirksgericht Halle – Hansering 13
7. Bezirksgericht Karl-Marx-Stadt (vor dem 10. Mai 1953 und nach dem 30. Mai 1990: Bezirksgericht Chemnitz) – Dr.-Richard-Sorge-Straße (Hohe Straße) 23
8. Bezirksgericht Leipzig – Harkortstraße 9
9. Bezirksgericht Magdeburg – Halberstädter Straße 8
10. Bezirksgericht Neubrandenburg – Wolgaster Straße 12 (2002 abgerissen)[14]
11. Bezirksgericht Potsdam – Friedrich-Ebert-Straße 32
12. Bezirksgericht Rostock – Ernst-Barlach-Straße 1
13. Bezirksgericht Schwerin – Wismarsche Straße 133
14. Bezirksgericht Suhl in Meiningen – Leipziger Straße 2 [15]

## Rechtsgrundlagen
- Verordnung über die Neugliederung der Gerichte vom 28. August 1952 (GBl. Nr. 120 S. 791)
- Gesetz über die Verfassung der Gerichte der Deutschen Demokratischen Republik (Gerichtsverfassungsgesetz) vom 2. Oktober 1952 im Gesetzblatt der DDR, Teil I Nr. 141 vom 9. Oktober 1952, S. 983ff., Digitalisat. (§§ 46–51)
- Gerichtsverfassungsgesetz Fassung 1959 (§§ 57–61)
- Gesetz über die Verfassung der Gerichte der Deutschen Demokratischen Republik (Gerichtsverfassungsgesetz) vom 17. April 1963 im Gesetzblatt der DDR, Teil I Nr. 4 vom 25. April 1963, S. 45ff., Digitalisat. (§§ 25–28)
- Gesetz über die Verfassung der Gerichte der Deutschen Demokratischen Republik vom 27. September 1974 (Gerichtsverfassungsgesetz) im Gesetzblatt der DDR, Teil I Nr. 48 vom 2. Oktober 1974, S. 457ff. Digitalisat. (§§ 29–35)